# People's Choice Awards
People's Choice Awards (volně přeloženo jako Cena lidí) je americké předávání cen udílené lidem v zábavním průmyslu. Vítěze volí široká veřejnost a fanouškové online. Událost se koná každoročně od roku 1975, kdy původně o vítězi rozhodovaly hlasovací průzkumy společnosti Gallup Poll, dokud se v roce 2005 nepřešlo na online hlasování.

## Historie
Tuto cenu vymyslel Bob Stivers, který produkoval první show v roce 1975. První ceny obdržel film Podraz v kategorii oblíbený film, Barbra Streisand jako oblíbená filmová herečka a nebo například John Wayne jako oblíbený filmový herec.
V roce 1982 Stiver prodal People's Choice Awards společnosti Procter & Gamble Productions (součást P&G, která v minulosti sponzorovala první rádiová a televizní seriálová dramata). Ceremoniál se vysílal na stanici CBS, kde P&G držel exkluzivní celonárodní reklamní čas během vysílání.
V dubnu 2017 televizní stanice E! Network oznámila, že získala práva na People's Choice Awards, přejmenovala je na E! People's Choice Awards a přesunula vysílání z ledna, kdy se většinou ceny pořádaly, na listopad (aby je oddělila od tzv. sezóny předávání cen). Předávání cen tak vysílá stanice E! a její zahraniční partneři. 
V roce 2017 Ellen Degeneres překonala rekord, když obdržela svou dvacátou cenu.

## Kategorie
Kategorie cen se často v průběhu let měnili. První ceremoniál v roce 1975 měl 14 kategorií, v roce 2016 bylo 74 kategorií. 

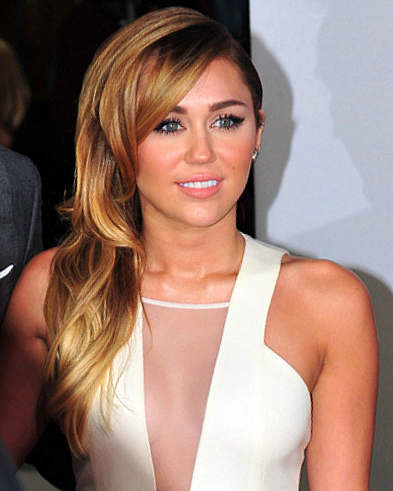
Miley Cyrus na 38. předávání cen People's Choice Awards

Toto jsou kategorie za rok 2018:

### Filmy
- Film roku
- Akční film roku
- Dramatický film roku
- Komediální film roku
- Rodinný film roku
- Akční filmová hvězda roku
- Dramatická filmová hvězda roku
- Komediální filmová hvězda roku
- Hvězdná filmová herečka roku
- Hvězdný filmový herec roku

### Hudba
- Umělec roku
- Umělkyně roku
- Skupina roku
- Skladba roku
- Album roku
- Country hvězda roku
- Latinská hvězda roku
- Hudební video roku
- Koncertní turné roku

### Televize
- Dramatická show roku
- Komediální show roku
- Oživená show roku
- Reality show roku
- Soutěžní show roku
- Televizní herec roku
- Televizní herečka roku
- Dramatická televizní hvězda roku
- Komediální televizní hvězda roku
- Denní talk show roku
- Noční talk show roku
- Soutěžící roku
- Hvězda reality show roku
- Binge watching (televizní maraton –⁠ sledování více dílů najednou) show roku
- Sci-Fi/Fantasy show roku

### Pop kultura
- Sociální hvězda roku
- Beauty influencer roku
- Sociální celebrita roku
- Zvířecí celebrita roku
- Komediální akt roku
- Stylová hvězda roku
- Game changer (měnitel) roku
- Popový podcast roku
- Video hra roku

## Ročníky

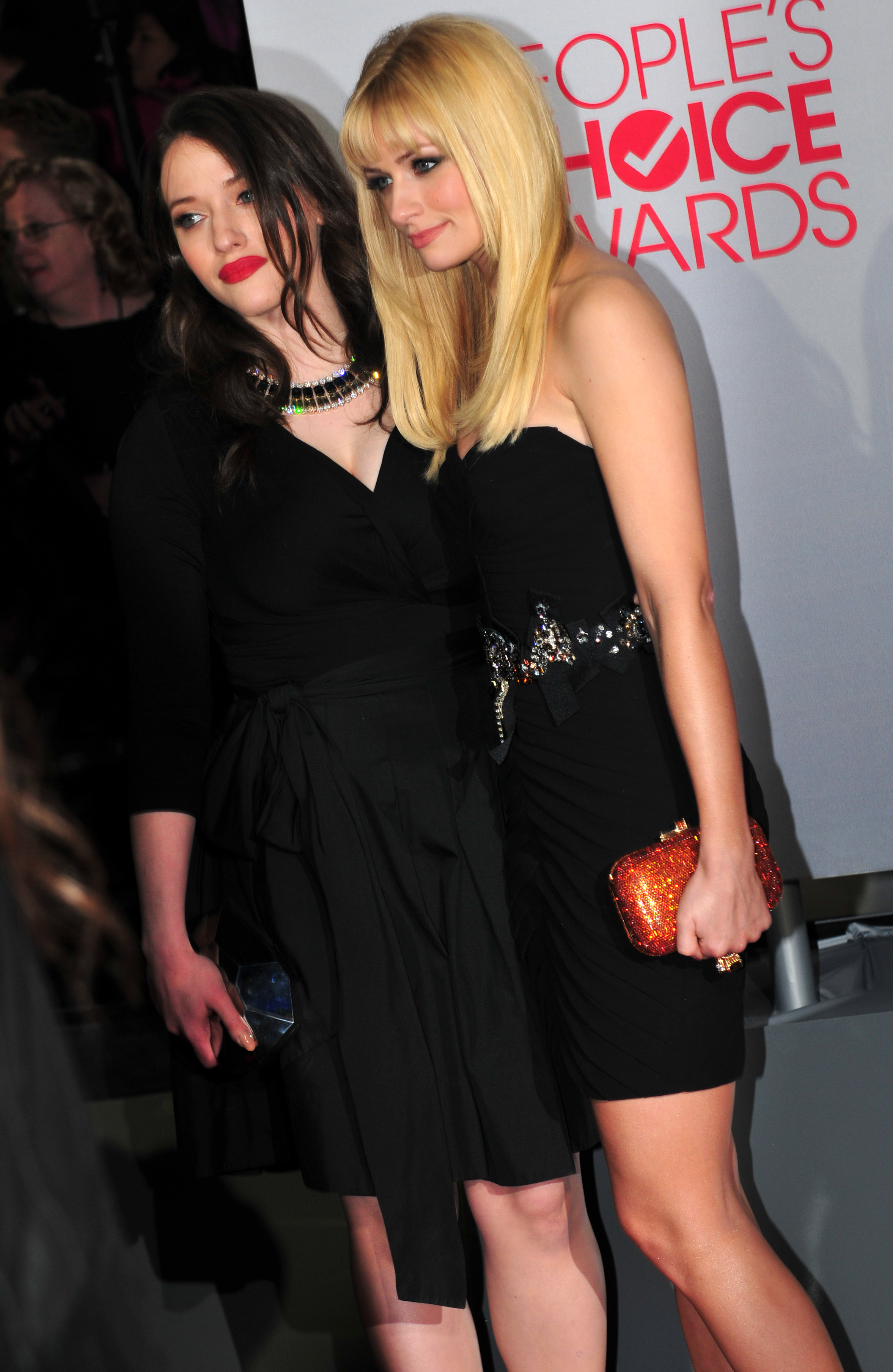
Beth Behrs a Kat Dennings na 38. předávání cen People's Choice Awards

| Ročník | Datum              | Moderátor                                                    |
| ------ | ------------------ | ------------------------------------------------------------ |
| 46.    | 15. listopadu 2020 | bude oznámeno                                                |
| 45.    | 10. listopadu 2019 | N/A                                                          |
| 44.    | 11. listopadu 2018 | N/A                                                          |
| 43.    | 18. ledna 2017     | Joel McHale                                                  |
| 42.    | 6. ledna 2016      | Jane Lynch                                                   |
| 41.    | 7. ledna 2015      | Anna Farris a Allison Janney                                 |
| 40.    | 8. ledna 2014      | Beth Behrs a Kat Dennings                                    |
| 39.    | 9. ledna 2013      | Kaley Cuoco                                                  |
| 38.    | 11. ledna 2012     | Kaley Cuoco                                                  |
| 37.    | 5. ledna 2011      | Queen Latifah                                                |
| 36.    | 6. ledna 2010      | Queen Latifah                                                |
| 35.    | 7. ledna 2009      | Queen Latifah                                                |
| 34.    | 8. ledna 2008      | Queen Latifah                                                |
| 33     | 9. ledna 2007      | Queen Latifah                                                |
| 32     | 10. ledna 2006     | Craig Ferguson                                               |
| 31     | 9. ledna 2005      | Jason Alexander a Malcolm Jamal Warner                       |
| 30     | 11. ledna 2004     | Charlie Sheen a Jon Cryer                                    |
| 29     | 12. ledna 2003     | Tony Danza                                                   |
| 28     | 13. ledna 2002     | Kevin James                                                  |
| 27     | 7. ledna 2001      | Kevin James                                                  |
| 26     | 9. ledna 2000      | Don Johnson a Cheech Marin                                   |
| 25     | 13. ledna 1999     | Ray Romano                                                   |
| 24     | 11. ledna 1998     | Reba McEntire a Ray Romano                                   |
| 23     | 12. ledna 1997     | Don Johnson a Roma Downey                                    |
| 22     | 10. března 1996    | Brett Butler                                                 |
| 21     | 5. března 1995     | Tim Daly a Annie Potts                                       |
| 20     | 8. března 1994     | Paul Reiser                                                  |
| 19     | 17. března 1993    | John Ritter a Jane Seymour                                   |
| 18     | 17. března 1992    | Kenny Rogers                                                 |
| 17     | 11. března 1991    | Burt Reynolds                                                |
| 16     | 11. března 1990    | Valerie Harper, Fred Savage, Army Archerd a Barbara Mandrell |
| 15     | 23. srpna 1989     | Michael Landon a Michele Lee                                 |
| 14     | 13. března 1988    | Carl Reiner                                                  |
| 13     | 14. března 1987    | Dick Van Dyke                                                |
| 12     | 13. března 1986    | John Denver                                                  |
| 11     | 12. března 1985    | John Forsythe                                                |
| 10     | 15. března 1984    | Andy Williams                                                |
| 9      | 17. března 1983    | Dick Van Dyke                                                |
| 8      | 18. března 1982    | Army Archerd a John Forsythe                                 |
| 7      | 8. března 1981     | Army Archerd a Lee Remick                                    |
| 6      | 24. února 1980     | Mariette Hartley a Bert Parks                                |
| 5      | 7. března 1979     | Army Archerd a Dick Van Dyke                                 |
| 4      | 20. února 1978     | N/A                                                          |
| 3      | 10. února 1977     | Dick Van Dyke                                                |
| 2      | 19. února 1976     | Jack Albertson                                               |
| 1      | 3. března 1975     | Army Archerd a Richard Brenna                                |